# Lestes virgatus
Lestes virgatus – gatunek ważki z rodziny pałątkowatych (Lestidae). Występuje w Afryce Subsaharyjskiej – od Etiopii po wschodnią Angolę i RPA, a także w Nigerii.
W RPA imago lata od grudnia do końca maja. Długość ciała 45–49 mm. Długość tylnego skrzydła 26,5–27,5 mm.